# Nacktfledermäuse
Die Nacktfledermäuse (Cheiromeles) sind eine Fledermausgattung aus der Familie der Bulldoggfledermäuse (Molossidae). Als einzige Fledermausgattung sind sie nahezu völlig haarlos.

## Merkmale
Nacktfledermäuse erreichen eine Kopfrumpflänge von 10 bis 15 Zentimeter, wozu noch ein 5 bis 7 Zentimeter langer Schwanz kommt. Ihr Gewicht beträgt zwischen 75 und 200 Gramm. Das Fell ist bis auf feine Härchen am Kopf und der Schwanzflughaut völlig rückgebildet, lediglich um einen Kehlsack, der ein streng riechendes Sekret produziert, haben sie borstenartige Haare. Die dicke, elastische Haut ist schwarz oder dunkelbraun gefärbt. Der Kopf ist wie bei allen Bulldoggfledermäusen durch eine kurze, breite Schnauze charakterisiert, allerdings haben sie glatte Lippen und deutlich voneinander getrennte Ohren.
Eine weitere Besonderheit dieser Fledermäuse stellen die Taschen an den Körperseiten dar, in die sie ihre Flügel mit Hilfe der Hinterbeine hineinstecken können. Dadurch können sie im Vergleich mit anderen Fledermäusen gut mit allen vier Gliedmaßen krabbeln.

## Verbreitung und Lebensweise
Nacktfledermäuse sind in Südostasien beheimatet, ihr Verbreitungsgebiet erstreckt sich von der Malaiischen Halbinsel bis Indonesien und die südlichen Philippinen.
Als Ruheplätze dienen ihnen hohle Baumstämme, Felsspalten und Erdlöcher. Dabei bilden sie große Kolonien von bis zu 20.000 Tieren. Sie verbringen viel Zeit damit, in ihrem Unterschlupf herumzuklettern und einen geeigneten Schlafplatz zu finden. In der Dämmerung und der Nacht begeben sie sich auf Nahrungssuche, wobei sie sich manchmal auch in größeren Gruppen in Bodennähe aufhalten. Ihre Nahrung besteht aus Insekten.
Das Weibchen bringt üblicherweise zwei Jungtiere zur Welt. Die Zitzen sind in der Nähe der Flügeltaschen lokalisiert, früher vermutete man, dass diese Fledermäuse darin ihre Jungen umhertragen. Vielmehr dürften sie aber während der Nahrungssuche im Unterschlupf zurückgelassen werden.

## Die Arten
Die Gattung der Nacktfledermäuse teilt sich in zwei Arten:
- Sulawesei-Nacktfledermaus, auch Halsbandfledermaus[1] (Cheiromeles parvidens) ist mit 75 bis 100 Gramm die kleinere der beiden Arten und durch ihre dunkelbraune Haut charakterisiert. Die Art ist von Sulawesi und benachbarten Inseln sowie der philippinischen Insel Mindoro bekannt.
- Kragen-Nacktfledermaus, auch Nacktfledermaus[1] (Cheiromeles torquatus) hat eine schwarze Haut und erreicht 170 bis 200 Gramm. Die Art lebt auf der Malaiischen Halbinsel, Sumatra, Borneo und Java sowie den südlichen Philippinen.